# إيدن شريم
إيدن شريم (بالعبرية: עדן שרם‏) هو لاعب كرة قدم إسرائيلي في مركز الهجوم، ولد في 9 مارس 1993 في ريشون لتسيون في إسرائيل. شارك مع منتخب إسرائيل تحت 17 سنة لكرة القدم ‏. أما مع النوادي، فقد لعب مع هابوعيل تل أبيب.

## وصلات خارجية
- إيدن شريم على موقع قاعدة بيانات كرة القدم.إي يو (الإنجليزية)
- إيدن شريم على موقع Soccerway.com (الإنجليزية)
- إيدن شريم على موقع AS.com (الإسبانية)